# Кишечная метаплазия
Кишечная метаплазия — трансформация (метаплазия) эпителия (обычно желудка или пищевода) в тип эпителия, напоминающий кишечный эпителий. В пищеводе это явление носит название пищевод Барретта. Хроническое воспаление, вызванное инфекцией H. pylori в желудке и ГЭРБ в пищеводе, рассматриваются как основные провокаторы метаплазии и последующего образования аденокарциномы. Первоначально трансформированный эпителий напоминает слизистую оболочку тонкого кишечника; на поздних стадиях он напоминает слизистую оболочку толстого кишечника. Он характеризуется появлением бокаловидных клеток и экспрессией маркеров кишечных клеток, таких как фактор транскрипции CDX2.
Хотя инфекция H. pylori может вызывать желудочно-кишечную метаплазию, её устранение не обращает процесс вспять. Желчный рефлюкс является дополнительным патогенным фактором желудочно-кишечной метаплазии, который может постоянно раздражать слизистую оболочку желудка. Широко известно, что желчные кислоты в рефлюксной жидкости связаны с желудочно-кишечной метаплазией.

## Факторы риска
Хотя изначально сообщалось о повышенном риске развития рака желудка у людей восточноазиатской этнической группы с желудочно-кишечной метаплазией, о современным данным, ЖКМ также является фактором риска в регионах с низкой заболеваемостью, таких как Европа. Факторами риска, стимулирующими развитие желудочно-кишечной метаплазии в полноценный рак, являются курение и семейный анамнез.

## Задержка
Поражения в виде кишечной метаплазии, которые имеют активную реакцию на повреждение ДНК, вероятно, будут длительно находится в латентном (предраковом) состоянии до тех пор, пока частота повреждений не пересилит реакцию на повреждение ДНК, что приведёт к клональной экспансии и прогрессированию рака. Во время реакции на повреждение ДНК экспрессируются белки, которые обнаруживают повреждения ДНК и активируют последующие реакции, такие как восстановление ДНК, контрольные точки клеточного цикла или апоптоз.